# الفرايين
قرية الفرايين هي إحدى القرى التابعة لمركز كفر صقر في محافظة الشرقية في جمهورية مصر العربية. حسب إحصاءات سنة 2006، بلغ إجمالي السكان في الفرايين 3015 نسمة، منهم 1584 رجل و1431 امرأة.